# Xã Montgomery, Quận Wood, Ohio
Xã Montgomery (tiếng Anh: Montgomery Township) là một xã thuộc quận Wood, tiểu bang Ohio, Hoa Kỳ. Năm 2010, dân số của xã này là 4.230 người.